# Mario Kummer

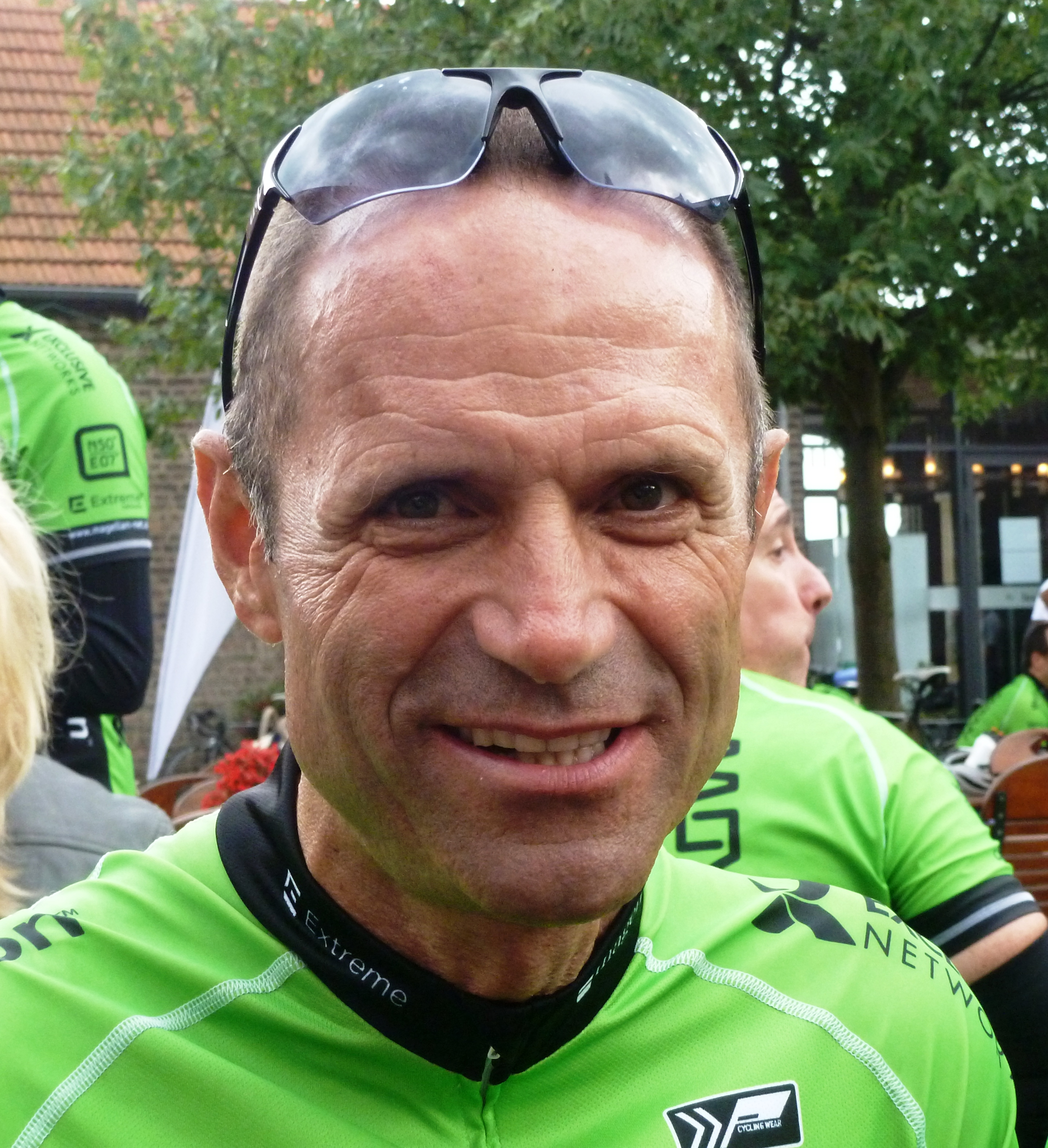
Kummer im Jahre 2014

Mario Kummer (* 6. Mai 1962 in Suhl) ist ein ehemaliger deutscher Radsportler, der als Amateur für die DDR startete und nach der Wende Profisportler wurde.

## Sportliche Karriere

### 1981–1989 Amateure
Kummer war im Straßenradsport aktiv. Mit dem Radsport begann er in der BSG Lok Schleusingen und wurde als Jugendlicher zum SC Turbine Erfurt delegiert. Er trat bei den Strassenradsport-Weltmeisterschaften der Junioren 1980 in Mexiko-Stadt als Zweiter in der Einerverfolgung und Neunter bei Straßenrennen in Erscheinung. 1981 konnte er das Rennen Rund um die Hainleite und mit der DDR-Auswahl den Weltmeistertitel im 100-Kilometer-Mannschaftszeitfahren bei der Straßen-Weltmeisterschaften 1981 gewinnen. 1982 gewann Kummer drei Etappen und die Wertung des besten Nachwuchsfahrer bei der DDR-Rundfahrt sowie eine Etappe bei der Tour de l’Avenir. Im Folgejahr gewann er eine Etappe bei der Slowakei-Rundfahrt, zwei Etappen bei der Troféu Joaquim Agostinho und eine Etappe gemeinsam mit Olaf Ludwig und Uwe Raab bei der Tour de l’Avenir. 1984 war Kummer erfolgreich bei der Tour du Hainaut occidental und bei der Tour de Normandie. 1985 erzielte er jeweils Etappensiege bei der Tour du Hainaut occidental und der DDR-Rundfahrt. 1986 wiederholte er den Sieg bei Rund um die Hainleite sowie eine Etappe im Mannschaftszeitfahren bei der DDR-Rundfahrt und erreichte den dritten Platz bei den Weltmeisterschaften im 100-Kilometer-Mannschaftszeitfahren. Zudem nahm er 1986 erstmals für die DDR an der Internationalen Friedensfahrt teil, was ihm auch im darauffolgenden Jahr möglich war. 1987 gewann Kummer zum zweiten Mal die Tour du Hainaut occidental, erstmalig die Rheinland-Pfalz-Rundfahrt und belegte bei den Weltmeisterschaften den fünften Platz im Straßenrennen der Amateure. 1988 gewann er die Goldmedaille bei den Olympischen Sommerspielen 1988 in Seoul im 100-Kilometer-Mannschaftszeitfahren, für welche er mit dem Vaterländischen Verdienstorden in Gold ausgezeichnet wurde. Diesen Orden erhielt er auch schon 1984. 1989 war er siegreich beim Grand Prix Waregem und wiederholte den Sieg im 100-Kilometer-Mannschaftszeitfahren bei der Straßen-Weltmeisterschaften 1989.

### 1990–1997 Profis
Nach der Wende wechselte er 1990 als Helfer zu den Profis ins Team Chateau d’Ax–Salotti von Gianni Bugno. Im ersten Jahr nahm Kummer an der Tour de France teil und beendete diese auf dem 88. Platz. Bei Firenze–Pistoia belegte er den dritten Rang und beim Grand Prix Midi Libre den zehnten Gesamtrang. 1991 gewann Kummer die 3. Etappe beim Giro di Puglia und feierte seinen ersten Profisieg sowie Platz 3 bei den Deutsche Straßen-Radmeisterschaften. Ab 1992 fuhr er für das Team PDM-Concorde und 1993 wechselte er zum Team Telekom. 1996 gewann Kummer zum dritten Mal das Rennen Rund um die Hainleite. Nach der Saison 1997 beendete er seine Karriere als Profisportler ohne weitere nennenswerte Ergebnisse zu erzielen. Er nahm an allen Grand Tours  (5 × Tour (Aufgabe 1996 wg. Sturz), 4 × Giro (Aufgabe 1994) und 4 × Vuelta) teil.

### 1998–2007 Trainer und Sportliche Leiter
Nach Beendigung seiner Laufbahn im Jahr 1998 arbeitete er in Bayern als Landestrainer. 1999 wurde er sportlicher Leiter des Team Telekom und von 2004 bis 2005 Sportdirektor der in T-Mobile Team umbenannten Mannschaft. Nach der Umstrukturierung des Teams ab dem Jahre 2006 war er bis Ende Juli 2006 Sport-Technischer Direktor. Jedoch wurde er nach starker Kritik und Vorwürfen, er hätte durch taktische Fehlentscheidungen bei der Tour de France 2006 Klödens möglichen Toursieg verhindert, Ende des Jahres 2006 entlassen. Im Jahr 2007 arbeitete Kummer als Sportlicher Leiter für das Team Astana.

## Nach der aktiven sportlichen Karriere
Nach seiner Tätigkeit bei Astana war Kummer im SRM Service Centers in Lucca, Italien tätig. Danach wechselte er zu uvex Sports Group als Produktmanager und war später als Leiter für das Geschäftsfeld Radsport tätig. Mittlererweise arbeitet Kummer als Personal Coach und als Anbieter von Bike Fitting und Rad-Events.

## Dopinggerüchte
Im Zusammenhang mit dem Radsport-Doping-Skandal beim Team Telekom, in den Jahren 1995 bis 1997, soll Mario Kummer eingeräumt haben, in besagter Zeit ebenfalls Dopingmittel konsumiert zu haben. Diese Meldung wurde allerdings kurz darauf dementiert.

## Familie
Kummer lebt im mittelfränkischen Puschendorf in Bayern, ist verheiratet und hat eine Tochter. Seine Brüder Maik und Pierre betreiben in Suhl ein Radsport-Geschäft.